# NGC 266
NGC 266 (другие обозначения — UGC 508, MCG 5-3-9, ZWG 501.22, IRAS00471+3200, PGC 2901) — галактика в созвездии Андромеда.
Этот объект входит в число перечисленных в оригинальной редакции «Нового общего каталога».
В 2005 году в галактике была обнаружена сверхновая SN 2005gl.
Галактика NGC 266 входит в состав группы галактик NGC 315. Помимо NGC 266 в группу также входят ещё 44 галактик.
В 2009 году проводилось фотометрическое сравнение галактики с компьютерной симуляцией задачи n-тел. Модель показала хорошее согласования и указала на то, что большую роль на формирование структуры бара играет обмен углового момента.